# Copa de Europa de baloncesto 1985-86
La vigésima novena edición de la Copa de Europa de Baloncesto fue ganada por el conjunto yugoslavo de la Cibona por segundo año consecutivo, tras derrotar en la final al equipo lituano del Žalgiris, entonces integrado todavía en la Unión  Soviética, en un partido disputado en Budapest, Hungría.

## Ronda preliminar
| Equipo 1         | Agr.    | Equipo 2 | Ida   | Vuelta |
| ---------------- | ------- | -------- | ----- | ------ |
| Partizani Tirana | 162-175 | Aris     | 81–80 | 81–95  |

## Primera ronda
| Equipo 1            | Agr.    | Equipo 2         | Ida    | Vuelta  |
| ------------------- | ------- | ---------------- | ------ | ------- |
| Neptune             | 178-182 | Klosterneuburg   | 84–99  | 94–83   |
| Galatasaray         | 203-231 | Cibona           | 97–110 | 106–121 |
| Honvéd              | 151-162 | Fribourg Olympic | 84–80  | 67–82   |
| Real Madrid         | 151-137 | Murray Edinburgh | 75–65  | 76–72   |
| Solna               | 182-201 | Nashua EBBC      | 95–93  | 87–108  |
| Kingston Kings      | 185-232 | Maccabi Elite    | 93–112 | 92–120  |
| AEL                 | 113-202 | Akademik Varna   | 49–121 | 64–81   |
| Inter Slovnaft      | 167-229 | Žalgiris         | 97–123 | 70–106  |
| NMKY Helsinki       | 183-166 | Zagłębie         | 91–81  | 92–85   |
| Simac Milano        | 233-122 | T71 Dudelange    | 116–48 | 117–74  |
| Bayer 04 Leverkusen | 148-182 | Aris             | 76–93  | 72–89   |
| Limoges             | 177-171 | Sunair Oostende  | 87–78  | 90–93   |

## Segunda ronda
| Equipo 1         | Agr.    | Equipo 2      | Ida    | Vuelta |
| ---------------- | ------- | ------------- | ------ | ------ |
| Klosterneuburg   | 153-183 | Cibona        | 83–98  | 70–85  |
| Fribourg Olympic | 149-173 | Real Madrid   | 68–84  | 81–89  |
| Nashua EBBC      | 181-216 | Maccabi Elite | 95–113 | 86–103 |
| Akademik Varna   | 152-222 | Žalgiris      | 87–125 | 65–97  |
| NMKY Helsinki    | 182-207 | Simac Milano  | 92-106 | 90–101 |
| Aris             | 176-186 | Limoges       | 89–81  | 87–105 |

## Fase de semifinales
|  | Dos primeros avanzan a la final. |

|    | Equipo        | Par. | Pts. | G | P | PF  | PC   |
| -- | ------------- | ---- | ---- | - | - | --- | ---- |
| 1. | Cibona        | 10   | 17   | 7 | 3 | 977 | 933  |
| 2. | Žalgiris      | 10   | 17   | 7 | 3 | 931 | 915  |
| 3. | Simac Milano  | 10   | 16   | 6 | 4 | 881 | 837  |
| 4. | Real Madrid   | 10   | 15   | 5 | 5 | 944 | 906  |
| 5. | Maccabi Elite | 10   | 14   | 4 | 6 | 907 | 946  |
| 6. | Limoges       | 10   | 11   | 1 | 9 | 910 | 1013 |

## Final
| 3 de abril de 1986 | Cibona                                                              | 94–82                | Žalgiris                                                                  | |  |
|                    | Parciales: 47-39, 47–43                                             |                      |                                                                           | |  |
|                    | Estadísticas Danko Cvjetičanin 24 Mihovil Nakić 6 Dražen Petrović 5 | Reporte Pts Reb Asts | Estadísticas 27 Arvidas Sabonis 14 Arvidas Sabonis 3 Valdemaras Chomičius | Pabellón: Sportcsarnok, Budapest Asistencia: 12.500 espectadores Árbitros: Vittorio Fiorito (ITA), Kostas Rigas (GRE) |  |

| Campeón de la Copa de Europa 1985–86 |
| ------------------------------------ |
| Cibona 2º título                     |